# Дезфул
Дезфул (перс. دزفول) је град Ирану у покрајини Хузестан. Према попису из 2006. у граду је живело 235.819 становника.

## Становништво
Према попису, у граду је 2006. живело 235.819 становника.
| 1986.   | 1991.   | 1996.   | 2006.   |
| ------- | ------- | ------- | ------- |
| 151.420 | 181.309 | 202.639 | 235.819 |